# JR東日本KiYa E193系柴聯車
KiYa E193系是一款屬於東日本旅客鐵道（JR東日本）事業用柴聯車，暱稱為「East i-D」。

## 概要
KiYa E193系的開發目的是JR東日本為了取代KiYa 191系柴聯車，於2002年由新潟鐵工所承造，一共生產了一個編組三節車廂，配置在秋田車輛中心。
列車主要檢測JR東日本管轄非電氣化區間以及電氣化的仙石線等路線為主
，除了使用標準軌的奧羽本線福島－新庄、大曲－秋田等區間以及田澤湖線以及ATC設置路段之外JR東日本的在來線全線均可行駛。
運用範圍不限於JR東日本管轄範圍的路線，同時也檢查連接JR東日本路線的JR貨物路線，以及每年5月檢查北海道旅客鐵道（JR北海道）的路線。除了檢測JR東日本管轄的非電氣化區間之外，也檢測青森鐵道線、會津鐵道會津線、真岡鐵道真岡線、渡良瀨溪谷鐵道渡良瀨溪谷線、鹿島臨海鐵道、山形鐵道花長井線、京葉臨海鐵道、越後心動鐵道日本海翡翠線等私鐵與第三部門鐵道路線。

## 規格與構造

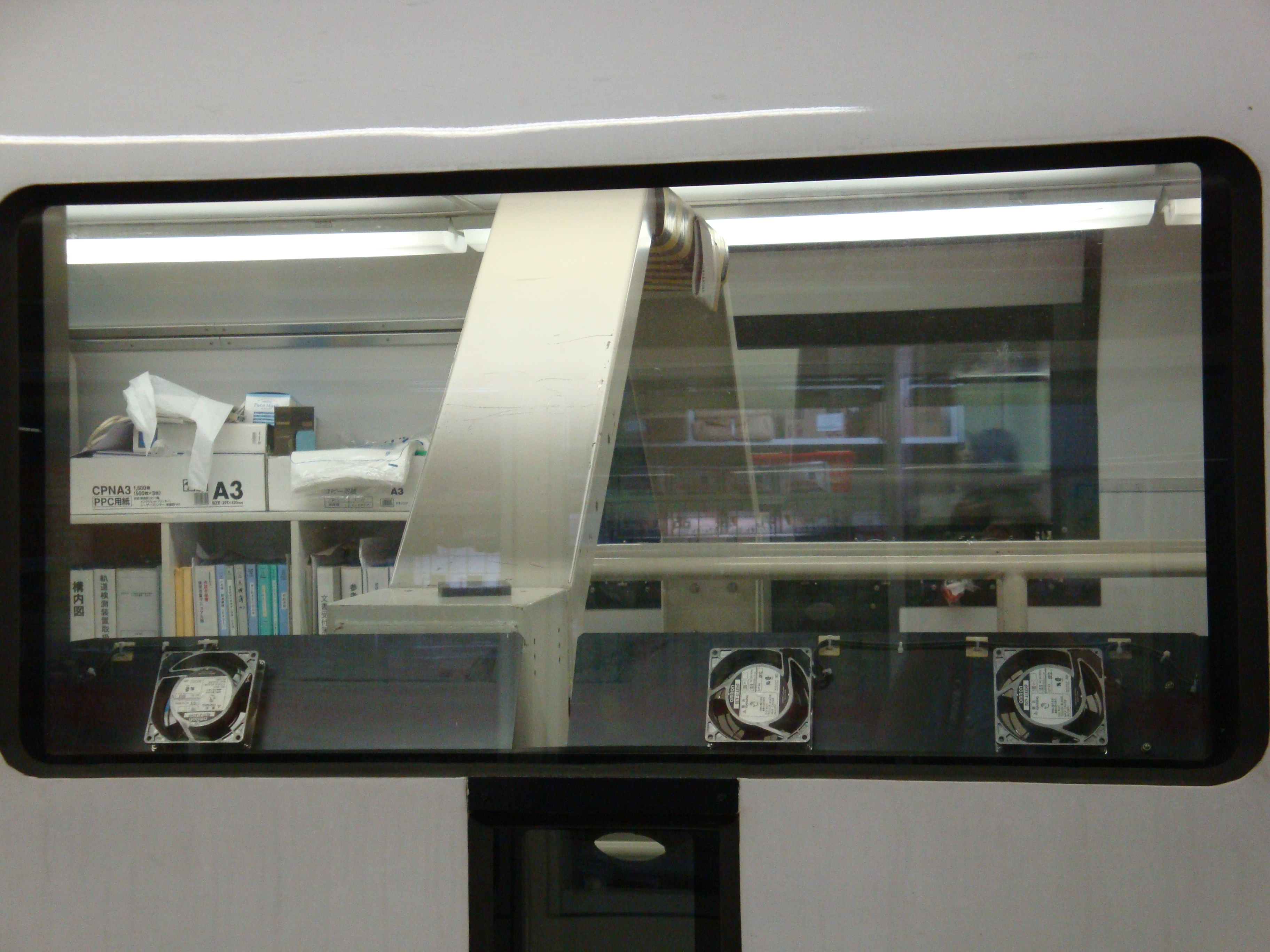
車輛內的測量儀器

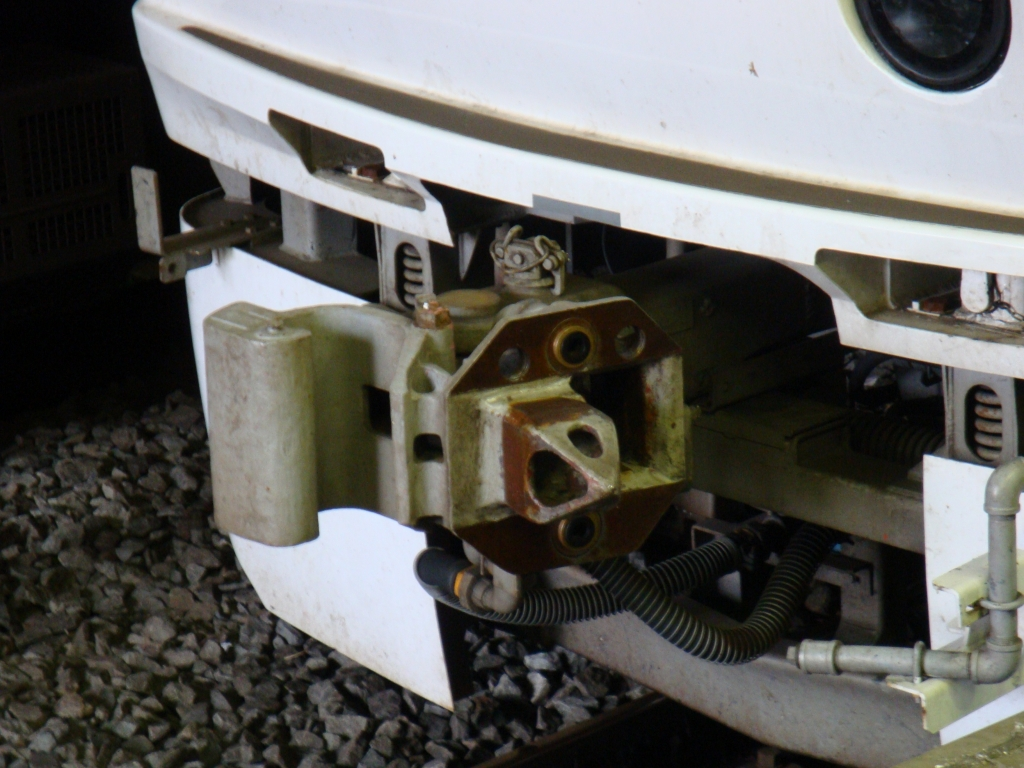
雙頭連結器

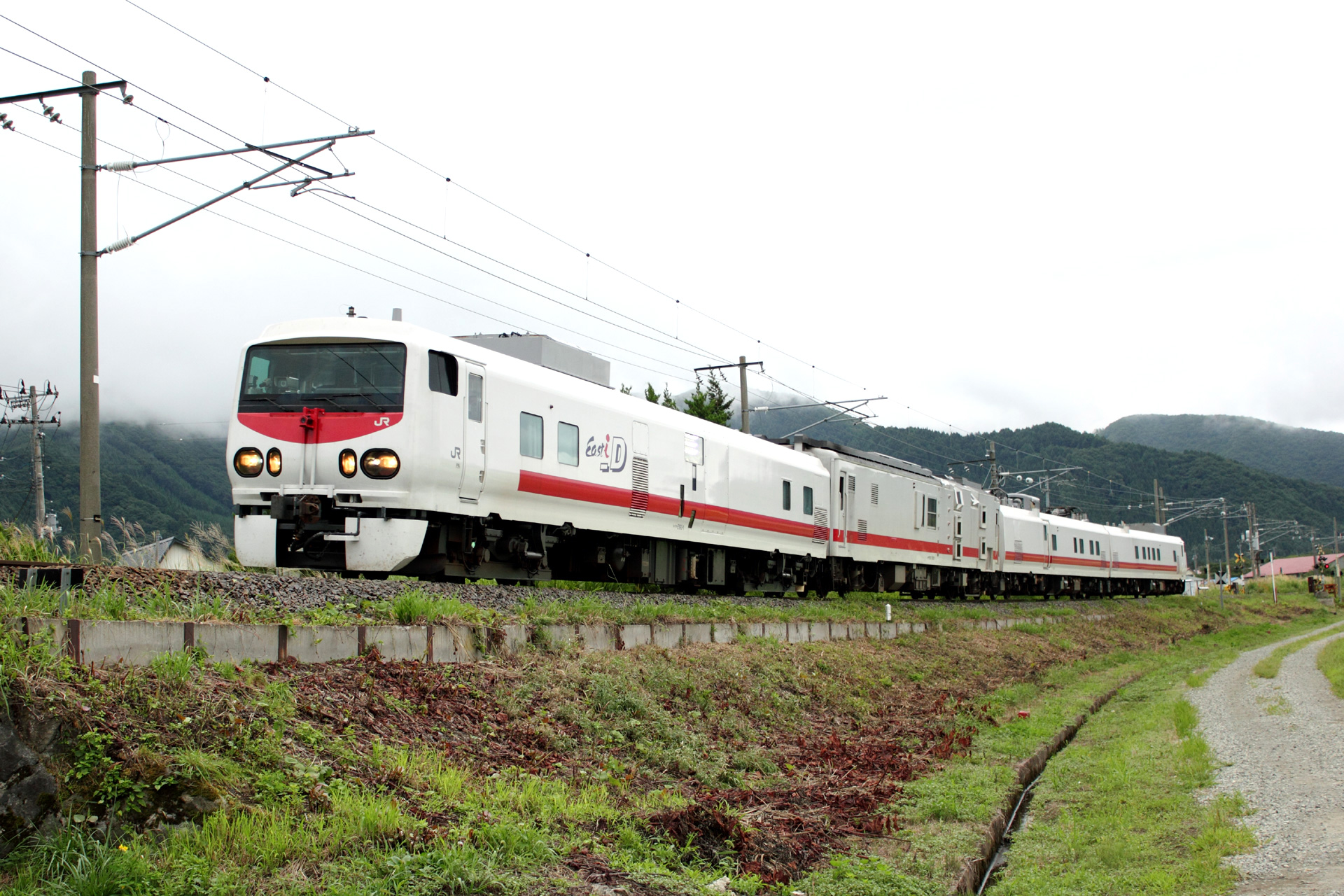
MaYa 50型連結運行

### 動力機械
列車的引擎採用康明斯DMF14HZB型（又稱之為N14R型，連續額定輸出功率450PS/2,100rpm）電子控制燃油噴射直列六缸水平汽缸引擎，搭載在Mzc以及Mz車廂各兩部。
Mzc以及Mz車廂搭載DW22型電子控制液力變速機兩組，提供變速一段以及直連四段檔位，以及列車設置了供應車上電源的定頻發電機。

### 制軔
KiYa E193系搭載電子控制式氣軔，同時配備貫通預備、耐雪以及限速（機械、排氣）等制韌。當列車的制韌故障時可以與其他車輛的自動氣軔以及電子控制式氣軔車輛共享而設定的救援制韌。

### 轉向架
列車的轉向架採用空氣彈簧式無枕梁轉向架，動力轉向架採用雙軸驅動的DT67型（Mzc車 前側）、DT67A型（Mzc車 後側）以及DT66型（Mz車）轉向架；無動力車採用TR253B型（Tzc車 前側）以及TR253C型（Tzc車 後側）轉向架，軸距均為2,100mm。

### 其他
為了能夠得知列車的狀況，列車搭載了柴油列車配備的監視裝置DICS，後來引進的KiHa E130系同樣配備相同裝置。而為了能夠連結MaYa50型測量車，在駕駛車的連結器採用雙規格通用型連結器。KiYa E193系的延長換算為8.5輛，換算輛數為13.5輛。

## 形式說明
KiYa E193-1 (Mzc)
本車廂主要以鐵路號誌及通訊設施的檢查為主，因此設置列車安全裝置以及輔助電源裝置。
KiYa E192-1 (Mz)
本車廂主要以高架電纜的檢查為主，因此設置兩組測試用PS96A型單臂型集電弓兩組，依照行駛的方向不同而有所區別。
KiKuYa E193-1 (Tzc)
本車廂主要以鐵軌部分的檢查為主，因此設置檢查鐵軌的設備，以及噪音測量裝置。為了測量噪音的緣故，因此本車廂無搭載引擎。
參考資料：

## 脫軌事故
2017年5月22日，KiYa E193系行經渡良瀨溪谷線水沼站－花輪站之間的平交道時，編號KiYa E192-1的車廂發生脫軌事故。脫軌後的KiYa E192-1到2017年7月30日為止放置在高崎車輛中心高崎分所，隔日7月31日以陸路運送到秋田車輛中心；另外兩節駕駛車KiYa E193-1以及KiKuYa E193-1則在同年6月21日以及6月22日運回秋田車輛中心。
事故後重新投入營運
2017年11月7日起以KiYa E193-1+KiKuYa E193-1兩輛車廂編組重新投入營運，為了檢測而行駛於青森鐵道線，同年11月24日為了檢測而行駛於小海線。之後，KiYa E193系恢復事故前的檢測非電氣化區間的運用，檢測真岡鐵道以及會津鐵道等第三部門鐵道路線，除了發生脫軌事故的渡良瀨溪谷鐵道之外。
在KaYa E192-1車廂脫離運用這段期間，KiYa E193系無法單獨將MaYa 50型檢測車連結進行檢測，因此在2018年3月起由柴油機車牽引MaYa 5001「光獅子」單獨進行檢測軌道的工作。
2018年12月下旬，將原本脫離運用的KiYa E192-1車廂重新掛回編組，並且在秋田車輛中心場內進行試運轉，並於2019年2月14日檢測越後心動鐵道日本海翡翠線時三節車廂重新投入營運。

## 外部連結
- （日語）KiYa E193系圖片集 （页面存档备份，存于）